# Henrik Schnegas
Henrik Schnegas (* 1966 in Rostock) ist ein deutscher Ingenieur und Hochschullehrer. Seit 2003 hält er eine Professur für Konstruktion/Apparatetechnik an der Fakultät für Ingenieurwissenschaften an der Hochschule Wismar.
Schnegas arbeitete ab 1983 zunächst als Maschinen- und Anlagenmonteur. Von 1989 bis 1994 studierte Schnegas Konstruktionstechnik an der Universität Rostock, wo er 2002 mit der Dissertation  Kosten- und zuverlässigkeitsbasierte Auslegungsmodelle maschinenbaulicher Produkte zum Dr.-Ing. promoviert wurde. Nach Abschluss des Studiums arbeitete er als Technischer Kundenberater, Betriebsingenieur und Qualitätsbeauftragter im industriellen und schiffbaulichen  Anlagenbau.
2003 erhielt er die Professur an der Hochschule Wismar. Seine Forschungsschwerpunkte sind Sicherheit, Lebensdauer, Zuverlässigkeit und Kosten technischer Produkte.

## Werke
- Auslegung von Konstruktionselementen : Sicherheit, Lebensdauer und Zuverlässigkeit im Maschinenbau, Springer Vieweg 2016
- Kosten- und zuverlässigkeitsbasierte Auslegungsmodelle maschinenbaulicher Produkte, Shaker, 2002

| Personendaten    | Personendaten                           |
| ---------------- | --------------------------------------- |
| NAME             | Schnegas, Henrik                        |
| KURZBESCHREIBUNG | deutscher Ingenieur und Hochschullehrer |
| GEBURTSDATUM     | 1966                                    |
| GEBURTSORT       | Rostock                                 |